# Јакутат Сити (Аљаска)
Јакутат Сити (енгл. Yakutat City) град је у америчкој савезној држави Аљаска.

## Демографија
По попису из 2010. године број становника је 662, што је 146 (-18,1%) становника мање него 2000. године.
| Група             | 2000.       | 2010.       |
| Белци             | 406 (50,2%) | 268 (40,5%) |
| Афроамериканци    | 1 (0,1%)    | 2 (0,3%)    |
| Азијати           | 10 (1,2%)   | 27 (4,1%)   |
| Хиспаноамериканци | 6 (0,7%)    | 17 (2,6%)   |
| Укупно            | 808         | 662         |